# Datenanschluss
Ein Datenanschluss ist eine breitbandige Verbindung zu einem paket-orientierten Netzwerk wie dem Internet, welches Dienste wie Telefonie, Fernsehen, Radio, WWW und E-Mail (Triple Play) über eine einzige Verbindung ermöglicht.
Der Datenanschluss kann sowohl leitungsgebunden über die letzte Meile (entbündeltes DSL über die Teilnehmeranschlussleitung des Telefonnetzes, Kabelinternet über das Kabelfernsehnetz, Datenkabel aus Kupfer oder Glasfaser) oder drahtlos über einen Mobilfunk-basierten Zugang oder mittels Wireless Local Loop realisiert werden.
Insbesondere durch technisch auf dem regulierten Bitstromzugang oder auf der vollständig entbündelten Teilnehmeranschlussleitung basierende Datenanschlüsse kann trotz eines natürlichen Netzmonopols des Teilnehmernetzes ein weitreichender Wettbewerb von Internetdienstanbietern und Telefongesellschaften hergestellt werden.
Beim Übergang von den klassischen getrennten Anschlüssen zu einem einheitlichen Datenanschluss werden „Multimediadosen“ mit verschiedenen Anschlüssen für Telefone, Fernseher, Radios und LAN-Datenanschluss angeboten, für die nur ein einziges spezielles Kabel verlegt werden muss. Später kann diese Multimediadose mit verschiedenen Anschlüssen durch eine Dose mit einem einheitlichen Datenanschluss ersetzt werden.
Soll wie beim herkömmlichen Telefonnetz eine Kommunikation mit Polizei oder Feuerwehr auch bei Stromausfall des lokalen Stromnetzes über den Datenanschluss möglich sein, muss der teilnehmerseitige Netzabschluss unabhängig von der lokalen Stromversorgung mit Notstrom versorgt werden, etwa mittels einer USV. Zum Anschluss von Endgeräten im LAN an diese autonome Energieversorgung dient etwa Power over Ethernet.